# Tierra Gemela

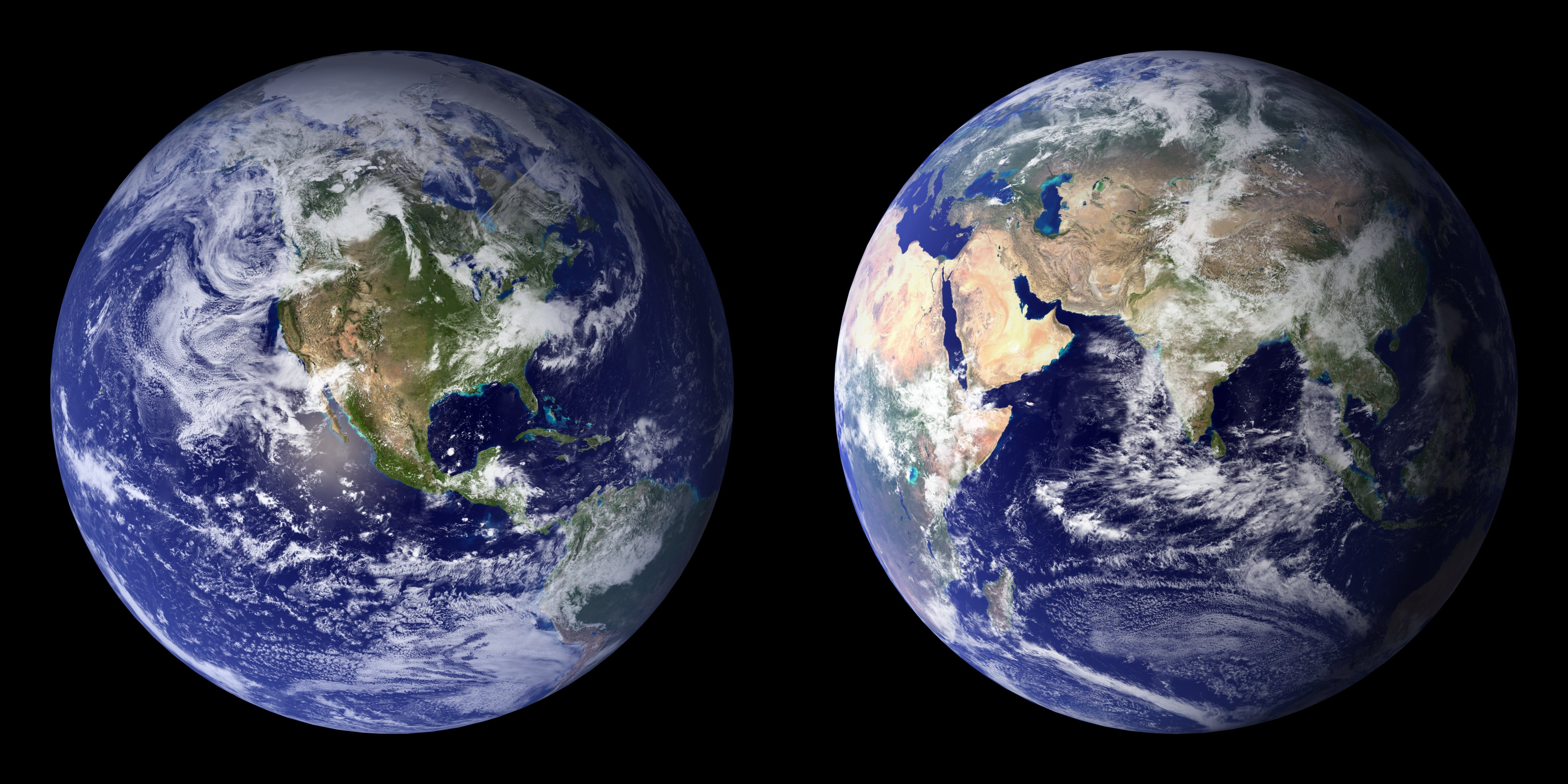
Existen dos Tierras Gemelas que son totalmente idénticas, excepto que en una la estructura química del agua es H_{2}0 y en otra es XYZ. Para dos personas exactamente iguales viviendo en sus respectivos planetas, ¿el concepto de agua podría considerarse el mismo o sería diferente?

La Tierra Gemela es un experimento mental concebido por el filósofo Hilary Putnam en su obra The Meaning of “Meaning” (El significado de “significado”) y fue uno de los primeros argumentos de lo que ha pasado a conocerse con el nombre de externalismo semántico. Desde entonces, los filósofos han propuesto muchas variaciones de este experimento mental que pueden denominarse con el nombre colectivo de experimentos mentales de la Tierra Gemela. Edmund Husserl desarrolló un experimento mental similar aproximadamente 70 años antes.[cita requerida]

## Planteamiento
La formulación original de Putnam fue[cita requerida]:

Empezamos suponiendo que en cualquier otra parte del universo hay un planeta exactamente como la Tierra en casi todos los aspectos al que nos referimos como «Tierra Gemela» (debemos suponer también que los alrededores de relevancia de la Tierra Gemela son idénticos a los de la Tierra; que orbita alrededor de una estrella idéntica a nuestro sol, etc.). En la Tierra Gemela hay un equivalente Gemelo de cada persona y cada cosa de la Tierra. La única diferencia entre los dos planetas es que no hay agua en la Tierra Gemela. En su lugar hay un líquido superficialmente idéntico pero químicamente diferente, que no está compuesto de H2O, sino de una fórmula más complicada que abreviamos como «XYZ». Los habitantes de la Tierra Gemela que se refieren a su lengua con el nombre de «español» llaman a XYZ «agua». Por último, situamos la fecha de nuestro experimento hace muchos siglos, cuando los habitantes de la Tierra y de la Tierra Gemela no tenían ninguna forma de saber que los líquidos que llamaban «agua» eran H2O y XYZ respectivamente. La experiencia de la gente de la Tierra con el agua y la de la Tierra Gemela con XYZ sería idéntica.

Ahora se presenta la cuestión de si cuando un habitante de la Tierra, llamado Óscar y su gemelo de la Tierra Gemela dicen «agua» se refieren a la misma cosa (el gemelo también se llama Óscar en su propio planeta, por supuesto. Además, los habitantes de ese planeta llaman a su propio planeta «Tierra». Por comodidad, nos referimos a este planeta como «Tierra Gemela» y extendemos esta convención de nombres a los objetos y gentes que lo habitan, en este caso refiriéndonos al gemelo de Óscar como Óscar-Gemelo, y al agua gemela como Agua Gemela). Ex hypothesi, sus cerebros son idénticos molécula a molécula. Pero, al menos de acuerdo con Putnam, cuando Óscar dice agua se refiere a H2O, mientras que cuando Óscar-Gemelo dice «agua» se refiere a XYZ. El resultado de esto es que el contenido del cerebro de una persona no es suficiente para determinar la referencia de los términos que emplean, sino que se debe examinar la historia causal que llevó a estos individuos a adquirir el término. (Óscar, por ejemplo, aprendió la palabra “agua” en un mundo repleto de H2O, mientras que Óscar-Gemelo aprendió la palabra «agua» en un mundo repleto de XYZ.)

Esta es la tesis esencial del externalismo semántico. Putnam resumió esta conclusión con la afirmación de que «los “significados” simplemente no están en la mente» (Putnam 1975/1985, p. 227).
En su artículo original, Putnam dijo que las referencias de las aguas de los gemelos variaban incluso aunque sus estados psicológicos fueran el mismo. En consecuencia, Tyler Burge postuló en “Other Bodies” (1982) que los estados mentales de los gemelos son diferentes: Óscar tiene el concepto H2O, mientras que su gemelo tiene el concepto XYZ. Putnam se ha mostrado de acuerdo con la interpretación de Burgue del experimento. (Véase la introducción de Putnam en Pessin and Goldberg 1996, xxi.)

## Objeciones
- Varios filósofos[¿quién?] han sostenido que el agua tanto para Óscar como para Óscar-Gemelo se refiere a algo que es lo suficientemente similar al agua (de forma que la extensión del término incluye tanto a H2O como a XYZ). Rechazan, sin embargo, la concepción de que «agua» es un designador rígido que se refiere al H2O. Algunos filósofos consideran que es un argumento suficientemente sólido como para desmontar el experimento mental en su conjunto; otros, como Donald Davidson, creen que se pueden emplear variaciones del experimento para obtener conclusiones similares.

- Algunos filósofos[¿quién?] creen que todos los experimentos mentales de ciencia ficción deberían considerarse con escepticismo. Argumentan que cuando un experimento mental describe una situación radicalmente diferente de la real (o de la que creemos real), nuestra intuición pasa a ser poco fiable y no se pueden extraer conclusiones filosóficas de peso. Daniel Dennett, por ejemplo, llama al experimento de la Tierra Gemela y a otros similares «bombas de intuición» que son fuertes pero en definitiva ilusorias intuiciones.

Otra objeción posible es que el experimento desprecia en su justificación la idea de función, pese a utilizarla para construir el ejemplo[cita requerida]. El H2O cumple para Óscar exactamente la misma función que el XYZ para Óscar-Gemelo (esto es una premisa). Si los procesos históricos y lingüísticos de ambos son idénticos (esto también es una premisa), puede predecirse con total certeza que se asignará un mismo nombre a un elemento que cumpla igual función, pues la nomenclatura del mismo no responde a su composición molecular.
Además, si las circunstancias de Óscar y Óscar-Gemelo son idénticas (premisa, otra vez), el XYZ o el H2O debe cumplir exactamente la misma función para ambos. De esta forma, ambas sustancias serían indistinguibles y la palabra «agua», en uno u otro idioma es indistinta.